# 微型国家

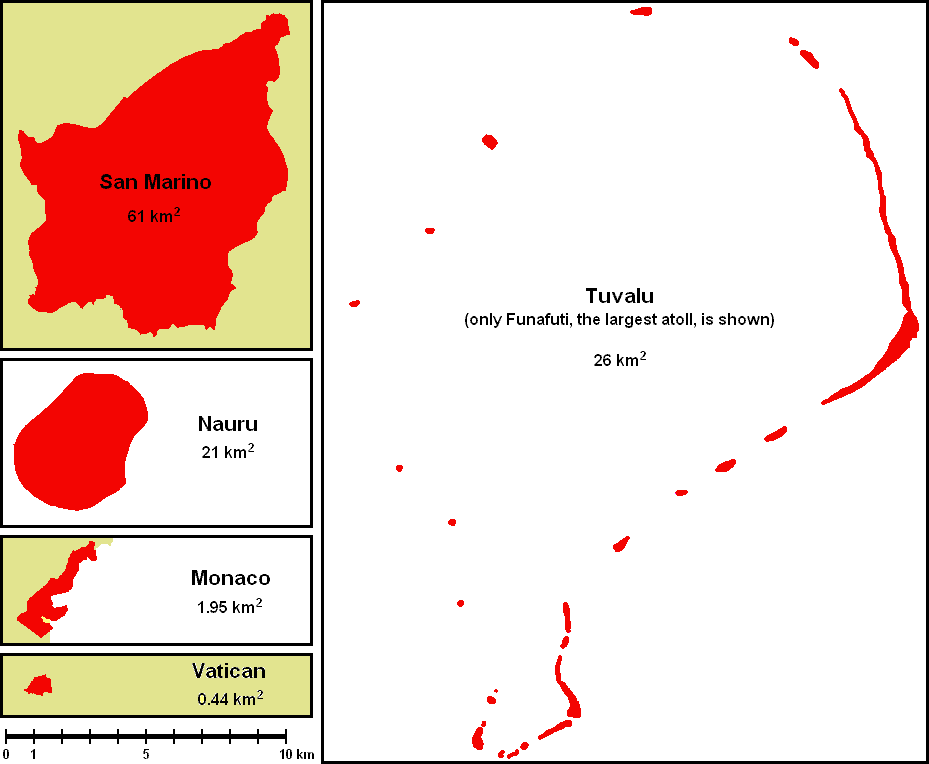
目前全球国土面积最小的五个主权国家（圣马力诺、图瓦卢、瑙鲁、摩纳哥和梵蒂冈）按相同比例尺从大到小排列

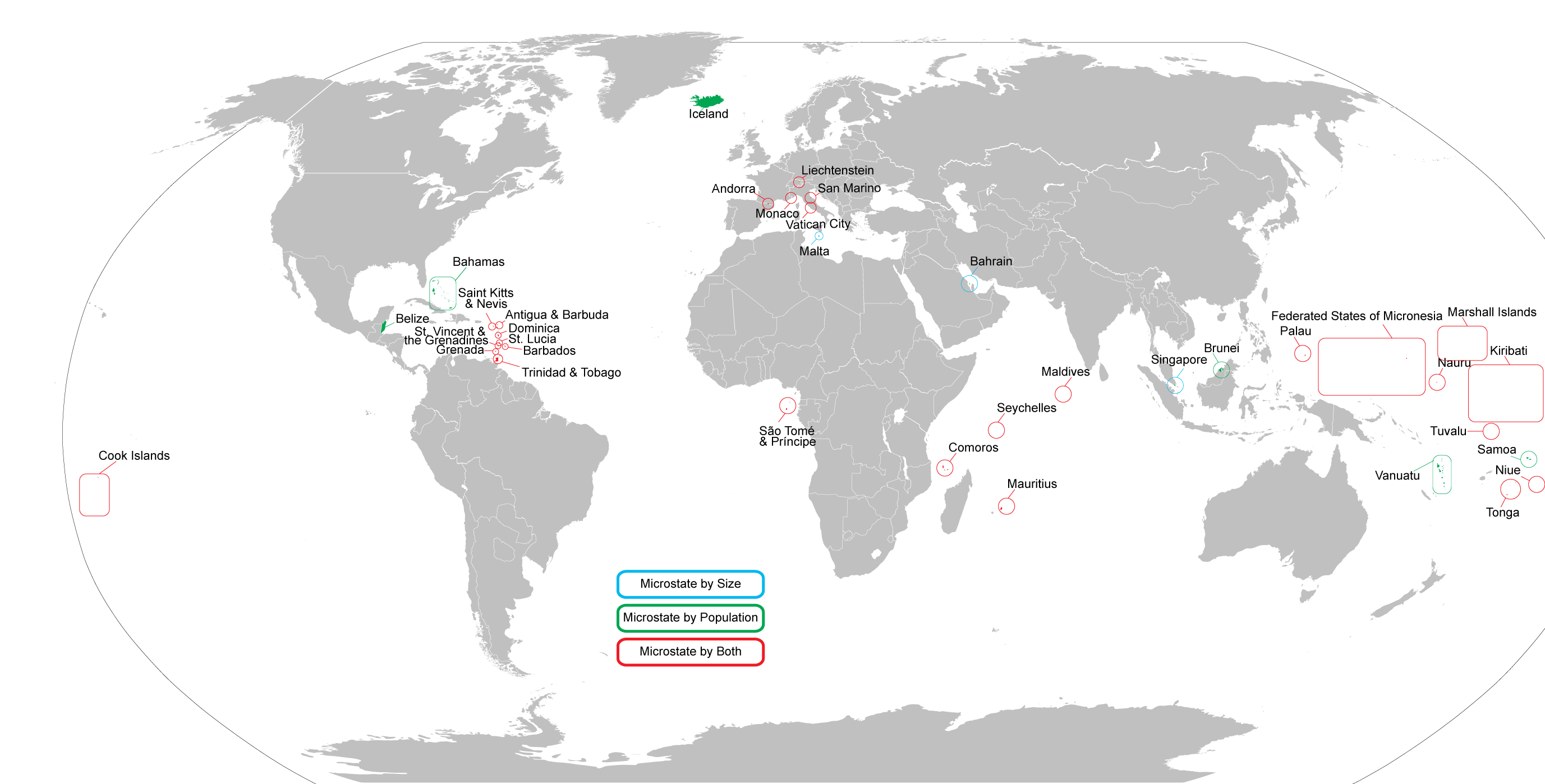
按陆地面积划分的世界上最小的国家分布地图。注意：有部分国家可能并不被视为微国家。

微型国家（英語：Microstate），有时也称为“超小国家（Ministate）”，指的是国土面积和或人口数量皆非常小的主权国家。但是，国际法中并未明确定义这里的“国家”和“非常小”。最近一些对于微型国家的定义更加侧重于确定与其规模和人口相关的定性特征，例如会将其部分主权（国防事务等）委托于较大国家。
获得国际社会普遍接受的微型国家包括安道尔、密克罗尼西亚联邦、列支敦士登、马绍尔群岛、摩纳哥、帕劳和圣马力诺等。被公认为最小政治实体的主权国家是梵蒂冈，其居民不到1,000人，国土面积则只有44公頃（110英畝）。一些微型国家是由一个自治市组成的城邦。
需要注意的是，微型国家与私人國家并非完全相同的概念，后者通常是并未获得广泛承认的政治实体或其他组织。此外，像英国的王室属地、中华人民共和国的特别行政区及其他公认国家的海外领土等没有完全主权的特殊领土也不被视为微型国家。

## 定义标准

### 定量法
大多数的学者通过使用定量阈值并将其应用于一个变量上（例如领土面积或人口规模）或使用不同的变量组合来定义微型国家。虽然大家都同意微型国家是所有国家中最小的，但对于应该使用什么变量（或多个变量）或以什么分界点来确定哪些政治实体应该被标记为“微型国家”（而不是小的“正常”国家）却存在争议。根据一些学者的说法，定义微型国家的定量方法存在诸如“不一致、任意、模糊和无法有意义地区隔本质上不同的政治实体”等问题。

#### 微型国家列表（按人口与面积）
| | 国家             | 国土面积 （公里2） | 人口数量  | 人口密度 （人 / 公里2） | 首都         | 洲     | 地区         |
| --- | ---------------- | ------------------ | --------- | ----------------------- | ------------ | ------ | ------------ |
| 1 | 梵蒂冈           | 0.44               | 1,000     | 1913.6                  | 梵蒂冈城     | 欧洲   | 南欧         |
| 2 | 摩納哥           | 2.02               | 37,308    | 18469.3                 | 摩纳哥城     | 欧洲   | 西欧         |
| 3 | 瑙鲁             | 21                 | 9,488     | 451.8                   | 亚伦区       | 大洋洲 | 密克罗尼西亚 |
| 4 |                  | 26                 | 10,782    | 414.7                   | 富纳富提     | 大洋洲 | 波利尼西亚   |
| 5 | 圣马力诺         | 61                 | 32,742    | 536.8                   | 圣马力诺市   | 欧洲   | 南欧         |
| 6 | 列支敦斯登       | 160                | 37,313    | 233.2                   | 瓦杜兹       | 欧洲   | 西欧         |
| 7 | 马绍尔群岛       | 181                | 70,983    | 392.2                   | 马朱罗       | 大洋洲 | 密克罗尼西亚 |
| 8 | 圣基茨和尼维斯   | 261                | 51,538    | 197.5                   | 巴斯特尔     | 美洲   | 加勒比       |
| 9 | 馬爾地夫         | 298                | 393,595   | 1320.8                  | 马累         | 亚洲   | 南亚         |
| 10 | 馬爾他           | 316                | 514,564   | 1305.9                  | 瓦莱塔       | 欧洲   | 南欧         |
| 11 | 格瑞那達         | 344                | 110,152   | 320.2                   | 圣乔治       | 美洲   | 加勒比       |
| 12 |                  | 389                | 102,918   | 264.6                   | 金斯敦       | 美洲   | 加勒比       |
| 13 |                  | 430                | 289,680   | 673.7                   | 布里奇顿     | 美洲   | 加勒比       |
| 14 | 安地卡及巴布達   | 443                | 91,295    | 206.1                   | 圣约翰       | 美洲   | 加勒比       |
| 15 | 塞舌尔           | 455                | 91,650    | 201.4                   | 维多利亚     | 非洲   | 东非         |
| 16 | 帛琉             | 459                | 21,186    | 46.2                    | 恩吉鲁穆德   | 大洋洲 | 密克罗尼西亚 |
| 17 | 安道尔           | 468                | 85,458    | 182.6                   | 安道尔城     | 欧洲   | 南欧         |
| 18 | 圣卢西亚         | 616                | 163,362   | 265.2                   | 卡斯特里     | 美洲   | 加勒比       |
| 19 | 密克羅尼西亞聯邦 | 702                | 105,681   | 150.5                   | 帕利基尔     | 大洋洲 | 密克罗尼西亚 |
| 20 | 新加坡           | 728                | 5,888,926 | 8247.8                  | 新加坡       | 亚洲   | 东南亚       |
| 21 |                  | 747                | 106,440   | 142.5                   | 努库阿洛法   | 大洋洲 | 波利尼西亚   |
| 22 | 多米尼克         | 751                | 73,449    | 97.8                    | 罗索         | 美洲   | 加勒比       |
| 23 | 巴林             | 765                | 1,140,942 | 1491.4                  | 麦纳麦       | 亚洲   | 西亚         |
| 24 | 基里巴斯         | 811                | 104,488   | 128.8                   | 南塔拉瓦     | 大洋洲 | 密克罗尼西亚 |
| 25 | 聖多美和普林西比 | 964                | 190,428   | 197.5                   | 圣多美       | 非洲   | 中非         |
| 26 | 萨摩亚           | 2,831              | 196,628   | 69.5                    | 阿皮亚       | 大洋洲 | 波利尼西亚   |
| 27 |                  | 5,765              | 422,675   | 73.3                    | 斯里巴加湾市 | 亚洲   | 东南亚       |
| 28 |                  | 12,189             | 266,937   | 21.9                    | 维拉港       | 大洋洲 | 美拉尼西亚   |
| 29 | 巴哈马           | 13,880             | 321,834   | 23.2                    | 拿骚         | 美洲   | 加勒比       |
| 30 |                  | 22,966             | 340,844   | 14.8                    | 贝尔莫潘     | 美洲   | 中美洲       |
| 31 | 冰島             | 103,000            | 317,351   | 3.1                     | 雷克雅未克   | 欧洲   | 北欧         |
| 1. 列表国家中，除巴哈马、伯利兹、文莱、冰岛、萨摩亚和瓦努阿图外，其余国家的不含专属经济区国土面积均小于1,000平方公里； 2. 列表国家中，除马耳他、巴林和新加坡外，其余国家人口规模均少于50万人。 |                  |                    |           |                         |              |        |              |

### 定性法

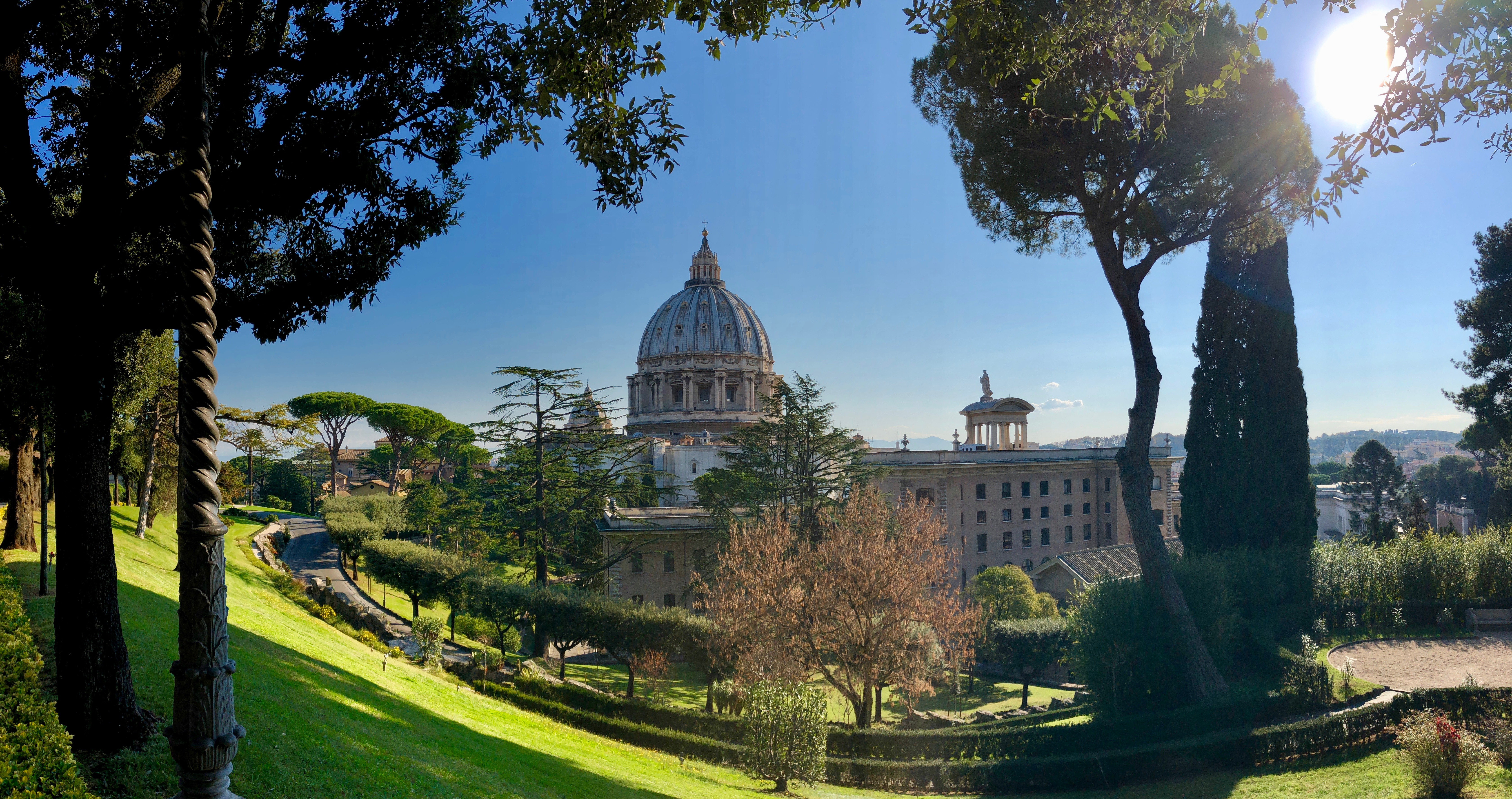
目前欧洲乃至全球最小的独立主权国家——梵蒂冈。

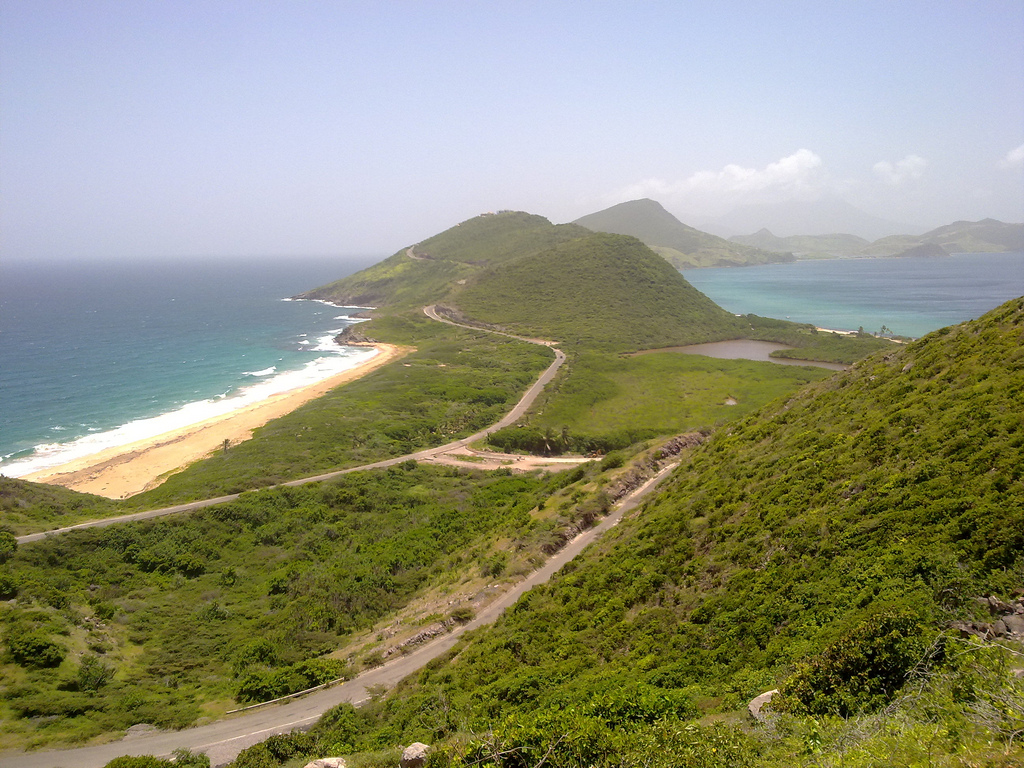
美洲最小的独立主权国家——圣基茨和尼维斯，国土面积261平方公里。

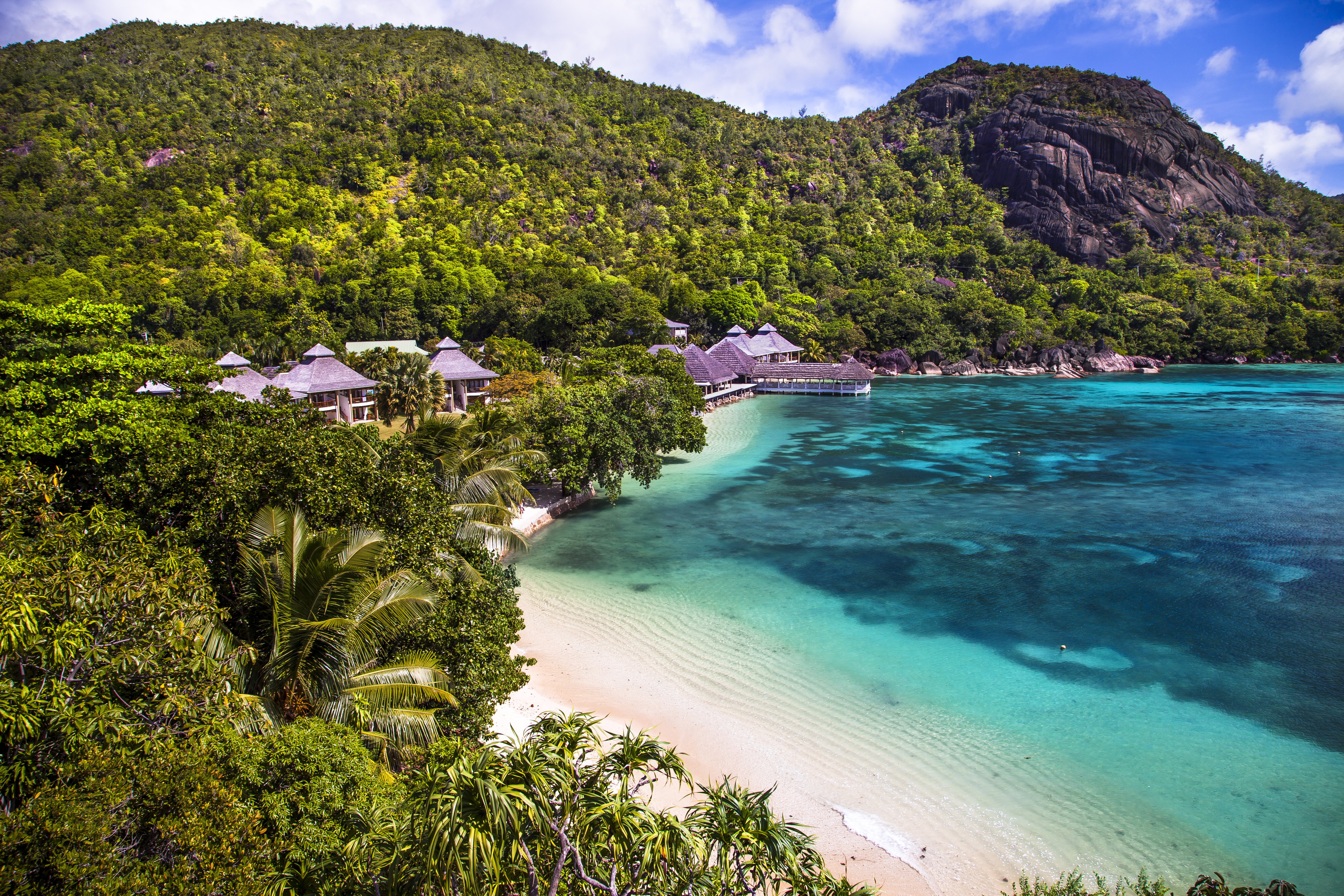
非洲最小的独立主权国家——塞舌尔，国土面积455平方公里。

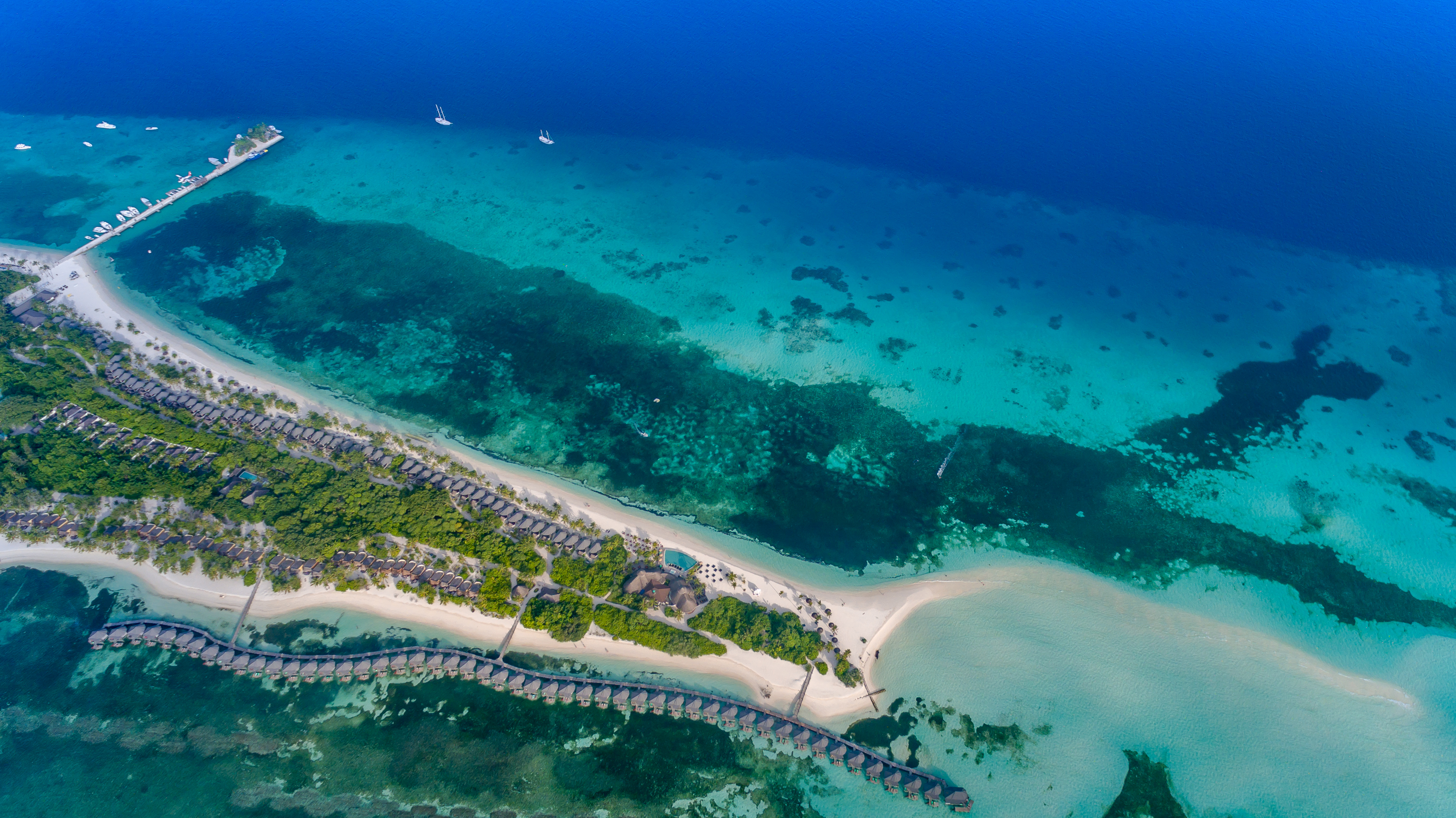
亚洲最小的独立主权国家——马尔代夫，国土面积298平方公里。

一些学者建议是根据与其国土面积或人口规模较小等相关的独特特征来定义微型国家。较新的方法则建议着眼于国家在国际舞台上运作的行为或能力，以确定哪些国家应该贴上微型国家的标签。但是，也有人认为，这种方法可能导致将微型国家与弱国或败国的概念混淆，亦或者认为这种判定方法过度依赖主观感知。
而还有一种说法则是将微型国家定义为“现代受保护国”。按照学者杜米恩斯基在2004年所提出定义，“微型国家是现代受保护国，即主权国家单方面将某些主权部分委托给更大的国家，以换取对其政治和经济生存能力的良性保护，使其免受地理或人口的限制。”采用这种方法可以限制微型国家的数量，并将它们与小国和自治区或属地区分开。被理解为现代受保护国的微型国家案例包括列支敦士登、圣马力诺、摩纳哥、纽埃、安道尔、库克群岛和帕劳等国家。
当今被承认为主权国家的最小政治实体是梵蒂冈。然而，国际法教授莫里斯·门德尔森（对将梵蒂冈定义为一个国家的资格提出了异议；他认为它不符合“国家地位的传统标准”，并且“梵蒂冈的特殊地位可能被认为是确保教皇可以自由行使其精神职能的一种手段，在这方面，它与国际组织的总部有点类似。”

## 政治特点
统计研究表明，微型国家相较于大型国家更有可能选择民主制度。2012年，自由之家将86%的人口少于50万的国家列为“自由”国家。这表明人口少的国家往往拥有高度的政治自由和公民自由，而这正是民主的标志之一。一些学者将小国与民主之间的统计相关性视为小国有利于民主政治制度发展的标志；并提到社会凝聚力、直接沟通机会和利益同质性等作为可能的解释。
然而，案例研究使研究者相信统计证据掩盖了微型国家政治生活中的反民主因素。由于人口稀少，家庭和个人关系在微型国家政治中往往是决定性的。在某些情况下，这会阻碍中立和正规的决策，反而会导致不民主的政治活动，例如侍从主义、贪污腐败、特殊主义和行政主导。虽然微型国家通常拥有与民主相关的正式制度，但微型国家的政治内部运作实际上却往往是不民主的。
并且，微型国家中民主国家的数量之多也可以用它们的殖民历史来解释。大多数微型国家采用与其殖民宗主国相同的政治制度。由于过去曾是英国殖民地的微型国家数量众多，因此微型国家的政治制度通常采用类似于威斯敏斯特制的多数制和议会制。也有一些前英国殖民地的微型国家实施了共识民主制的某些措施，以适应其地理特征或社会构成。虽然殖民历史通常决定了微观国家拥有什么样的政治制度，但它们确实会实施相应的变革以更好地适应其国情特征。

### 微型国家与国际关系
微型国家通常依靠其他国家生存，因为它们的军事能力很小并且资源匮乏。这导致一些研究人员相信微型国家被迫从属于更大的国家，从而损害了它们的主权并降低了其独立性。然而，研究表明，微型国家战略性地与其他国家建立了“保护人－附随者关系”。这使他们能够将某些特权与最能促进其利益的国家进行交易。这方面的例子是那些建立避税港或在国际委员会中出售其支持以换取军事和经济支持的微型国家。

## 特殊案例
少数小型主权政治单位是建立在历史反常现象或对法律的古怪解释上。这些类型的国家通常也被称为“微型国家”，其地理位置一般位于较小的（通常有争议的）飞地领土上。它们以旅游业及邮票和钱币的销售为基础而进行有限的经济活动，并且它们声称已被其所脱离的国家容忍或忽视。
- 印第安溪共和国：现位于美国新罕布什尔州的匹兹堡，属于历史遗留的异常问题。在1783年由英国和美国所签订的《巴黎条约》上，该地区的归属问题并没有解决。随后，美国与加拿大都宣称对此地拥有主权。而在1832年—1835年，该地区的居民拒绝承认任何声索国。
- 科斯帕亚共和国：这是一个因为条约错误而意外独立的国家，该国存在于1440年—1826年。它的独立性使其在将烟草种植引入意大利方面发挥了重要作用。
- 库托米斯托：库托米斯托的主权一直被西班牙和葡萄牙声索，而它作为独立的主权国家一直存在到1864年《里斯本条约（英语：Treaty of Lisbon (1864)）》的签订。西葡两国签订条约后，库托米斯托的大部分划归西班牙，剩下的则归葡萄牙所有。
- 雅克萨：这是在17世纪短暂存在于俄罗斯沙皇国与清朝边界交界处的小国。有趣的是，该地区的居民使用的却是波兰语。

## 拟议的微型国家
拜克塔什教团主权国（發音：[ʃtɛti sɔvɾan i uɾðɾit bɛktaʃi]）是一个拟议中的欧洲微型国家和城邦，領土位于现拜克塔什教团的总部，将完全包围在阿尔巴尼亚首都地拉那市内。如果该国建立，它将比梵蒂冈城国还小，成为世界上领土面积最小的国家，总面积为27英畝（0.11平方）。

## 相关
- 島嶼國家
- 城邦
- 欧洲微型国家（英语：European microstates）
- 各国家和地区人口密度列表
- 世界各国和地区面积列表
- 各国家和地区人口列表
- 微型国家和联合国（英语：Microstates and the United Nations）

## 脚注
1. 1 2  Edward Warrington. . Asian Journal of Public Administration. 1994, 16 (1): 3–13. doi:10.1080/02598272.1994.10800284 （英语）.
2. ↑  Ozay Mehmet; M. Tahiroglu. . International Journal of Social Economics. 2002, 29 (1/2): 152–162. ISSN 0306-8293. doi:10.1108/03068290210413047 （英语）.
3. ↑  Peter J. Boyce; Richard A. Herr. . Australian Journal of International Affairs. 1974, 28 (1): 24–35  [2021-11-01]. doi:10.1080/10357717408444489 （英语）.
4. ↑  George L. Reid. . Sage Publications. 1974. ISBN 9780803904064. ISSN 0048-8976 （英语）.
5. 1 2 3 4 5 6 7  Zbigniew Dumienski.  (PDF). Centre for Small State Studies. Occasional Paper.   [2021-11-01]. （原始内容 (PDF)存档于2014-07-14） （英语）.
6. 1 2  Ueantabo Fakaofo Neemia. . University of Wollongong Thesis Collection 1954-2016. 1995  [2021-11-01] （英语）.
7. ↑  Edward Dommen. Philippe Hein , 编. . Croom Helm. 1985-01-01  [2021-11-01]. ISBN 9780709908623.
8. 1 2  . 中央情报局.   [2021-11-01]. （原始内容存档于2021-01-01） （英语）.
9. ↑  . 中央情报局.   [2021-11-01]. （原始内容存档于2021-01-01） （英语）.
10. 1 2 3  Niels Amstrup. . Cooperation and Conflict. 1976-09-01, 11 (3): 163–182. doi:10.1177/001083677601100302 （英语）.
11. ↑   (PDF). 联合国统计司.   [2021-11-01]. （原始内容 (PDF)存档于2018-12-25） （英语）.
12. 1 2  Iver B. Neumann; S. Gstöhl. . Centre for Small State Studies, University of Iceland. 2004  [2021-11-01]. （原始内容存档于2021-11-01） （英语）.
13. ↑  Anders Wivel; Kajsa Ji Noe Oest. . Cambridge Review of International Affairs (en). 2010, 23 (3): 429–453. doi:10.1080/09557571.2010.484047.
14. ↑  M. H. Mendelson. . International & Comparative Law Quarterly (British Institute of International and Comparative Law). 1972-10, 21 (4): 609 – 630. doi:10.1093/iclqaj/21.4.609 （英语）.
15. 1 2 3 4 5  Wouter P. Veenendaal. . Democratization. 2015, 22 (1): 92–112. doi:10.1080/13510347.2013.820710 （英语）.
16. 1 2 3  Dag Anckar. . Commonwealth & Comparative Politics. 2004, 42 (2): 206–223. doi:10.1080/1466204042000299263 （英语）.
17. ↑  Jack Corbett. . Democratization. 2015, 22 (1): 51–72. doi:10.1080/13510347.2013.811233 （英语）.
18. ↑  Jan Erk; Wouter Veenendaal. . Journal of Democracy (Johns Hopkins University Press). 2015-07, 25 (3): 135–148. doi:10.1353/jod.2014.0054 （英语）.
19. 1 2  Dag Anckar. . Democratization. 2008, 15 (1): 67–85. doi:10.1080/13510340701768158 （英语）.
20. 1 2  JC Sharman. . Political Studies. 2017, 65 (3): 559–575. doi:10.1177/0032321716665392 （英语）.
21. ↑  Wouter P. Veenendaal. . Foreign Policy Analysis. 2017, 13 (3): 561–577. doi:10.1111/fpa.12068 （英语）.
22. 1 2  Higgens, Andrew. . The New York Times.   [2024-10-10]. （原始内容存档于2024-09-21） （英语）.
23. ↑  . CNA. 2024-09-26 （英语）.
24. ↑  . Shqiptarja.com.   [2024-10-10]. （原始内容存档于2024-09-21） （阿尔巴尼亚语）.
25. ↑  Elezi, Elona. . Deutsche Welle. 2024-09-24  [2024-09-29]. （原始内容存档于2024-09-24）.

## 延伸
- John Sack. . Harper. 1959. ISBN 9780598883483 （英语）.